# 高橋陽一郎
高橋 陽一郎（たかはし よういちろう、1963年 - ）は、NHKエンタープライズ所属のテレビドラマ演出家。東京都出身。東京大学卒業。国内外で数々の賞を受賞している。

## 演出作品
- ひらり（1992年 - 1993年、NHK）
- 暴力教師〜君に伝えたいこと（1996年、NHK）

1996年度文化庁芸術祭参加作品
第23回放送文化基金賞
- 水の中の八月（1997年、NHK）

第39回ギリシャ・テッサロニキ国際映画祭ゴールデン・アレクサンダー賞（最優秀外国作品賞）、国際批評家連盟賞
第46回サン・セバスティアン国際映画祭新人監督賞
第2回NHK アジア・フィルム・フェスティバル正式出品作品
- 天うらら（1998年、NHK）
- やんちゃくれ（1998年 - 1999年、NHK）
- 日曜日は終わらない（1999年、NHK）

第36回シカゴ国際映画祭国際批評家連盟賞
第53回カンヌ国際映画祭「ある視点部門」正式招待作品
第6回釜山国際映画祭正式出品作品
第2回全州国際映画祭正式出品作品
第3回NHK アジア・フィルム・フェスティバル正式出品作品
- オードリー（2000年 - 2001年、NHK）
- ビタミンF（2002年、NHK）

2002年度文化庁芸術祭参加作品
- カラマーゾフの森（2002年、NHK-FM）※ラジオドラマ
- てるてる家族（2003年 - 2004年、NHK）
- 結婚のカタチ（2004年、NHK）
- ハチロー〜母の詩、父の詩〜（2005年、NHK）
- 秘太刀 馬の骨（2005年、NHK）
- 少女には向かない職業（2006年、GyaO）
- 天地人（2009年、NHK）
- それからの海（2012年、NHK）